# Laraine Stephens
Laraine Stephens (née Laraine Evelyn Stine) est une actrice américaine, née le 24 juillet 1941 à Oakland, en Californie (États-Unis). Elle est essentiellement connue dans le monde pour son rôle d'avocate Claire Kronski dans la série Matt Helm et pour celui de Claire Estep dans la série Le Riche et Le Pauvre.

## Séries télévisées en guest star
- 1961 : Leave It to Beaver : Gail Preston
- 1962 : Surfside 6 : Lydia Wilder
- 1962 : Dobie Gillis : Clydene Quigley
- 1963 : Laramie : Laurie Adams
- 1966 : Laredo : Barbara Halsey / Ruth Phelps
- 1967 : Mannix Saison 1 Episode 10 (Coffin for a Clown)
- 1968 : The Christophers : Nancy
- 1968 : Sur la piste du crime (The F.B.I.) : Margaret Campbell
- 1968 : Tarzan : Doria
- 1968 : Les Règles du jeu (The Name of the Game) : Lorraine Farrell
- 1969 : Jinny de mes rêves (I Dream of Jeannie) : Amanda
- 1971 : Love, American Style : Joan
- 1971 : Nanny et le professeur (Nany and the Professor) : Marjorie Meyers
- 1971 : Sam Cade (Cade's County) : Allison Burton
- 1971 : La Nouvelle Équipe (The Mod Squad) : Laurie Childs
- 1971 : Docteur Marcus Welby (Marcus Welby, M.D.) : Kay Powers

## Série télévisée en tant qu'actrice principale
- 1965-1966 : O.K. Crackerby! (en) : Susan Wentworth
- 1969-1970 : Bracken's World : Diane Waring
- 1975-1976 : Matt Helm : Claire Kronski

## Films de cinéma
- 1965 : L'Île des braves (None but the Brave) de Frank Sinatra : Lorie
- 1967 : Quarante fusils manquent à l'appel (40 Guns to Apache Pass) de William Witney : Ellen
- 1968 : Les Feux de l'enfer (Hellfighters) d'Andrew V. McLaglen : Helen Meadows
- 1969 : Escadrilles suicide (The Thousand Plane Raid) de Boris Sagal : Lieutenant Gabrielle Ames